# Merlyn Oliver Evans
 Merlyn Oliver Evans  (* 13. März 1910 in Cardiff, Wales; † 31. Oktober 1973 in London, England) war ein walisischer Maler und Grafiker. Er gehört zu den bedeutenden Vertretern der Abstrakten Malerei nach dem Zweiten Weltkrieg.

## Leben
Merlyn Evans studierte von 1927 bis 1931 an der Glasgow School of Art, und von 1932 bis 1934 am Royal College of Art in London. Während dieser Zeit unternahm er ausgedehnte Studienreisen nach Paris, Berlin, Kopenhagen und Italien. 1934 wurde er für einige Zeit Kunstlehrer an Wilson’s Grammar School in Camberwell.
Merlyn Evans arbeitete sowohl als Maler auch als Grafiker. Er begriff die Grafik immer als Erweiterung der malerischen Möglichkeiten. Ab dem Jahr 1935 war Evans Mitglied des Royal Institute of Philosophy. Er war auch an Fragen der Ästhetik, Optischer Forschung und Gestalttheorie interessiert – Themen, die er auch in seiner Kunst verarbeitete.
Während seines Studiums in Glasgow beschäftigte sich Evans mit dem Kubismus. Er wurde von dem schottischen Künstler Charles Murray (1894–1954) in die Techniken der Metallgravur eingeführt. 1936 stellte Merlyn Evans bei der International Surrealist Exhibition in London mit aus. Im Jahr 1938 zog er nach Südafrika und wurde Gastdozent an der Durban School of Art.
Im Zweiten Weltkrieg diente er als Ingenieur bei den Truppen Südafrikas und wurde in Nordafrika und im Mittleren Osten eingesetzt. Diese Zeit beeinflusste seine Kunst enorm und er begann ethnische Elemente in seinem Werk einzusetzen. In den späten 1940er Jahren malte Evans Anti-Kriegsbilder, die Gewaltszenerien des vergangenen Krieges thematisierten.
Nach dem Krieg kehrte er nach London zurück. Er hatte seine erste Ausstellung in dieser Zeit in den Leicester Galleries im Februar 1949. er besuchte ein Aufbaustudium an der Central School of Arts and Crafts. Er erlernte dort die Tuschätzung beim Kupferstich und die Schabkunst (Mezzotinto), Techniken, die er fortan verstärkt einsetzte. Seine Malerei wurde lockerer und deutlich monumentaler.
Seien Kunst bekam internationale Aufmerksamkeit und Anerkennung: Im Jahr 1959 war Merlyn Evans Teilnehmer der documenta 2 in Kassel in der Abteilung Druckgraphik. Im Jahr 1966 wurde er mit der Gold Medal for Fine Art des National Eisteddfod of Wales ausgezeichnet. Von 1965 bis zu seinem Tod war Merlyn Evans Dozent am Royal College of Art London.